# 統合電気推進
統合電気推進（とうごうでんきすいしん、英語: Integrated electric propulsion, IEP）は、船の推進方式の一種。統合電源方式（英: integrated power system, IPS）とも称される。電気推進のうち、推進用と艦内サービス用の発電機を共用化したものを指す。
また、機械駆動を併用せず電気推進のみで推進するものを特に統合全電気推進（英: Integrated Full Electric Propulsion, IFEP）と称する。

## 概要
従来、艦船の推進用の主機関においては、ターボ・エレクトリック方式やディーゼル・エレクトリック方式などの電気推進方式が開発されており、それ単独、あるいはCODLAGやCOGLAGのように機械駆動による推進方式と併用するかたちで運用されてきた。
IEPにおいては、近年のパワーエレクトロニクスの発達や小型・高効率の電動機の開発を背景として、これらの電気推進に用いるための電力と、艦船内の他の用途（兵器や電子機器、その他船内サービス用）の電力の電源が共用化されている。これにより、主機関と発電機が統合され、効率化が期待されている。特に現代の戦闘艦においては、電子機器や兵器の電力需要が大きいことから、艦内電力の効率化は非常に重要である。
また従来の全電気推進艦船と同様、電動機の特性上減速機を必要とせず静音性に優れるほか正転逆転や速度制御が容易である、主機関（発電機）と原動機（電動機）の位置関係の制約が少ないために艦内配置の自由度が高いので抗堪性が高まり、ダメージコントロールにおいて優位性があるなどの利点も兼ね備える。ただし一方で、エネルギー伝達上のロスの発生が不可避であり、推進効率上は直接機械駆動に劣るというデメリットはある。

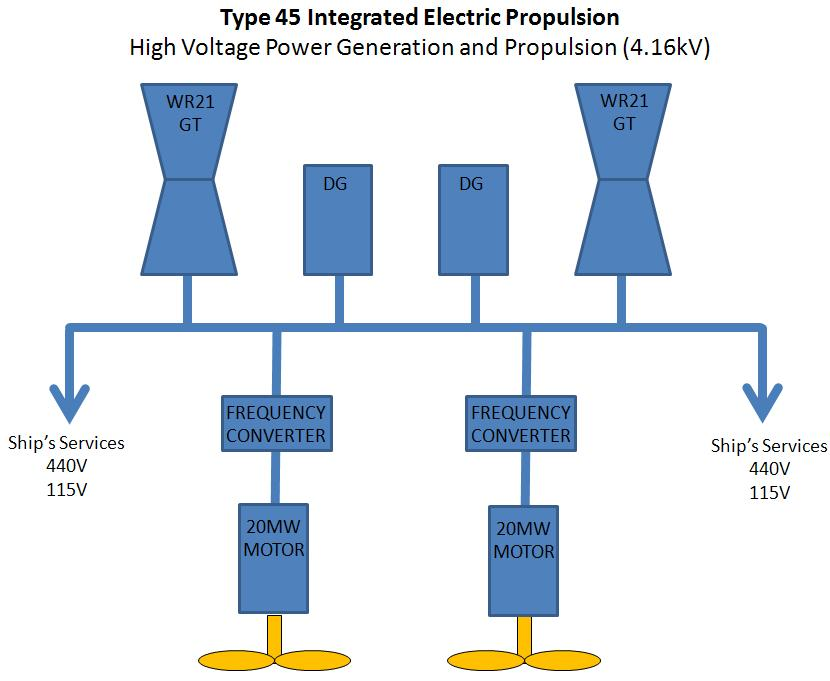
45型駆逐艦のIEPシステム

例えば上図のイギリス海軍の45型駆逐艦では、2基ずつのノースロップ・グラマン/ロールス・ロイス WR-21ガスタービンエンジン（21.5メガワット (28,800 hp)）とバルチラ12V200ディーゼルエンジン（2メガワット (2,700 hp)）が発電機として用いられており、これによって発電された電力は、2基のコンバーチーム社製電動機（20メガワット (27,000 hp)）を駆動すると共に艦内サービスにも供給される。部分負荷時の燃費の劣るガスタービンでは複数のガスタービンを負荷状況に応じて始動、停止することで総合的なエネルギー効率が向上する。
民間船舶においても、船内配置の自由化による積載空間や船型の最適化や、発電機・推進器の多重化による信頼性確保、操縦性向上による入港作業の負担軽減、荷役用機材（ポンプ等）の電動化・動力の統合による省力化、静粛性向上に伴う居住性の改善により船員疲労の減少、回転数あたりのトルク余裕の増大により荒天時の航行が可能になるなどのメリットがあり、燃費についても船型改良による効率向上が電気推進化による効率低下を補い、省エネ運転の実施等を含め概ね20%の低減が実現されていると報告されている。とりわけ海洋調査船については、低速連続航行の必要性、水中放射雑音の低減、観測機器類への電力供給、観測・研究スペースの確保等の観点から、2000年代以降、統合電気推進を採用する例が増えている。

## 採用例
キュナード・ライン社
- クルーズ客船「クイーン・メリー2」

 イギリス海軍
- 45型駆逐艦
- クイーン・エリザベス級航空母艦

 アメリカ海軍
- ルイス・アンド・クラーク級貨物弾薬補給艦
- ズムウォルト級ミサイル駆逐艦
- コロンビア級弾道ミサイル原子力潜水艦
- DDG(X)

 オーストラリア海軍
- キャンベラ級強襲揚陸艦

 スペイン海軍
- 強襲揚陸艦「フアン・カルロス1世」

 海上自衛隊
- 海洋観測艦「にちなん」
- 海洋観測艦「しょうなん」
- 南極観測船「しらせ」

 海上保安庁
- 平洋型測量船

 共同船舶
- 捕鯨母船「関鯨丸」

 中国人民解放軍海軍
- 003型空母「福建」
- 076型強襲揚陸艦